# 荫平镇
荫平镇，是中华人民共和国重庆市梁平区下辖的一个乡镇级行政单位。

## 行政区划
荫平镇下辖以下地区：
新拱村、荫平村、三坝村、七斗村、乐英村、双寨村、光华村、太平村、大坪村和群乐村。